# Bleak Law (Pentland Hills)
Der Bleak Law ist ein Hügel in den Pentland Hills. Die 445 m hohe Erhebung gehört zu den südlichsten Kuppen der rund 25 km langen Hügelkette in der schottischen Council Area South Lanarkshire.
Der Weiler Dunsyre ist rund drei Kilometer südlich gelegen. Die nächstgelegene Ortschaft ist West Linton, das neun Kilometer östlich liegt. Zu den umgebenden Hügeln zählen der Harrows Law im Nordwesten, der Darlees Rig im Norden, der Dunsyre Hill im Süden sowie der Left Law im Südwesten.

## Umgebung
An den Flanken des Bleak Laws entspringen mehrere Bäche. Von den Westhängen, zwischen den Kuppen von Bleak Law und Left Law, fließt der Westruther Burn ab. Dieser mündet unweit von Newbigging in den North Medwin, einen der beiden Quellbäche des Medwin Waters. Dieses mündet nach kurzer Strecke in den Mittellauf des Clydes ein.
An den Nordhängen zwischen Bleak Law und Darlees Rig entspringt das West Water. Es fließt in südöstlicher Richtung ab und mündet bei Garvald in den South Medwin. Der von den Südwesthängen abfließende Bassy Burn mündet bei Dunsyre ebenfalls in den South Medwin.